# Margio
"Margio" is een single van de Nederlandse bluesband The Rob Hoeke Rhythm & Blues Group uit 1966.
Het was de eerste single die Rob Hoeke uitbracht met zijn Rhythm & Blues Group. Hiervoor kende hij al succes, onder andere in als voorprogramma van The Rolling Stones. Het nummer haalde de vijftiende plaats in de Nederlandse Top 40 en werd niet opgenomen op een album van de groep.

## NPO Radio 2 Top 2000
| Nummer met noteringen in de NPO Radio 2 Top 2000 | '00  | '01  | '02  | '03-'04 | '05  |
| ------------------------------------------------ | ---- | ---- | ---- | ------- | ---- |
| Margio                                           | 1072 | 1487 | 1820 | -       | 1951 |

1. ↑  Een '-' betekent dat het nummer niet was genoteerd en een vetgedrukt getal geeft de hoogste notering aan.
2. ↑  2000 was het eerste jaar met een notering voor dit nummer.
3. ↑  Deze tabel is bijgewerkt tot en met de laatste editie (2024).